# فيكتور أمبرس
فيكتور أمبرس (بالمجرية: Ambrus Viktor) هو رسام توضيحي مجري، ولد في 19 أغسطس 1935 في بودابست في المجر.

## وصلات خارجية
- فيكتور أمبرس على موقع IMDb (الإنجليزية)
- فيكتور أمبرس على موقع قاعدة بيانات الفيلم (الإنجليزية)